# 植草学园短期大学
植草学园短期大学（日语：／ Uekusa Gakuen Tanki Daigaku *），简称植草短大，是一所位于日本千叶县千叶市若叶区的私立短期大学。

## 概要

### 简介
- 学校最早可以追溯到1904年[1]。短期大学为于1999年开办[1]、由学校法人植草学园经营[2]。为男女同校[3]。

### 历史
- 1999年 植草学园短期大学成立并同时设置一个学科即福利学科含两个专攻、以下列举[1]。  
  - 地域护理福利专攻
  - 儿童障碍福利专攻[注 1]
- 2001年 特别支援教育专攻成立于专科[4]。
- 2009年 护理福利专攻专攻成立于专科[4]。

### 宪章
- 请参看植草学园短期大学的标志 （页面存档备份，存于） （日語） 2014年5月12日阅览。

## 学校环境
- 校区：在千叶县千叶市若叶区

## 历任校长
- 中坪晃一：现在短期大学校长[5]

## 组织

### 学科
- 福利学科 
  - 地域护理福利专攻
  - 儿童障碍福利专攻[注 1]

### 专科
- 特别支援教育专攻
- 护理福利专攻

### 附属机关
- 图书馆[6]

## 相关链接
- 日本短期大学列表